# Atabae
Atabae (Atabai, Atalaia) ist ein Suco im Norden der osttimoresischen Gemeinde Bobonaro. Der Ort Atabae liegt im benachbarten Suco Rairobo. Hauptort des Verwaltungsamts Atabae ist Aidabaleten, der immer wieder auch als „Atabae“ bezeichnet wird.

## Geographie
Der Suco Atabae liegt im Nordosten des gleichnamigen Verwaltungsamts. Westlich liegt der Suco Rairobo und südlich der Suco Hataz. Jenseits des Flusses Nunura liegt östlich das Verwaltungsamt Cailaco mit seinen Sucos Purugua, Goulolo und Atudara. Im Nordosten von Atabae vereinigt sich der nuura mit dem aus Osten kommenden Marobo und bildet den Lóis, der nach Westen fließend der Nordgrenze Atabaes zum Suco Aculau (Verwaltungsamt Verwaltungsamt Hatulia, Gemeinde Ermera) und zum Suco Guiço (Verwaltungsamt Maubara, Gemeinde Liquiçá) folgt. Der Fluss Hatoleai entspringt im südlichen Grenzgebiets zwischen Rairobo und Atabae, fließt nach Süden, schwenkt dann nach Osten und bildet die gesamte Südgrenze Atabaes. Schließlich mündet er in den Nunura. Das Zentrum des Sucos dominiert ein bewaldeter Berg mit einer Höhe von etwa 704 m (Lage). An seinem nordöstlichen Nebengipfel, dem Foho Hatubesilaun (679 m, Lage) liegt ein Bergsee. An der Grenze im Nordwesten erhebt sich der Monte Atabae (964 m, Lage). Auf dem Foho Hatubesilaun befindet sich der Bergsee Tapo Heleço (Lage).
Atabae hat eine Fläche von 37,74 km² und teilt sich in die fünf Aldeias Fatubesi (Fatu Besi, Fatubessi, Faturesi), Helesu, Lolocolo, Made Bau (Madeboau, Madehoau) und Saburapo.
Entlang von Lóis und Nunura führt eine Straße, die die meisten Orte des Sucos miteinander verbindet. Am Lóis liegt das Dorf Oekiar. Am Zusammenfluss von Nunura und Marobo befindet sich das Dorf Lóis-Nunudoi (Loes-Nunudoin) in der Aldeia Made Bau, das mit seiner lockeren Besiedlung bis zur Aldeia Fatubesi weiterreicht und dort als Fatubesi/Nunudoi (Nunudoi, Nunudoin) weiter dem Ufer des Nunura folgt. Nach einem kleinen Bach beginnt das Dorf Aidabaracabe (Aidabaraeabe). Im Süden von Fatubesi liegen an der Straße Lugu Teho und Loumate. In der Aldeia Helesu folgt nach Süden der Weiler Daarobou. Der Teil in der Aldeia Helesu wird durch eine Verlängerung der Aldeia Saburapo in drei Teile geteilt: Dirularan, Hatubou (in Saburapo) und Koilima. Am Hatoleai befindet sich der Weiler Atumate. Saburapo und Maleteten sind zwei der kleinen Siedlungen im Inneren der Aldeia Saburapo, an den Hängen des zentralen Berges. Malete ist ein Weiler in der Aldeia Mau Bau. Das Dorf Poetete an der Westgrenze liegt zwischen den beiden Bergen des Sucos. Es ist die größte Siedlung abseits der Flüsse.
| Name              | Alternativnamen     | Koordinaten           | Höhe  | Aldeia            |
| ----------------- | ------------------- | --------------------- | ----- | ----------------- |
| Foho Duaderok     | Duaderok            | 08° 49′ S, 125° 12′ O | 115 m | Fatubesi          |
| Foho Hutumanulau  | Hutumanulau         | 08° 47′ S, 125° 12′ O | 279 m | Fatubesi/Made Bau |
| Foho Ohulalipun   | Ohulalipun          | 08° 49′ S, 125° 12′ O | 249 m | Fatubesi/Saburapo |
| Foho Raemoloi     | Raemoloi            | 08° 48′ S, 125° 12′ O | 606 m | Fatubesi/Lolocolo |
| Foho Rupeulau     | Rupeulau            | 08° 47′ S, 125° 12′ O | 113 m | Fatubesi/Made Bau |
| Foho Tilikon      | Tilikon             | 08° 50′ S, 125° 11′ O | 224 m | Helesu            |
| Monte Atabae      | Foho Atabae, Atabae | 08° 47′ S, 125° 10′ O | 964 m | Lolocolo          |
| Foho Foirislaun   | Foirislaun          | 08° 47′ S, 125° 10′ O | 737 m | Made Bau          |
| Foho Hatulau      | Hatulau, Hato-Lau   | 08° 47′ S, 125° 12′ O | 323 m | Made Bau          |
| Foho Hatumealeten | Hatumealeten        | 08° 47′ S, 125° 12′ O | 192 m | Made Bau          |
| Foho Hatuparag    | Hatuparag           | 08° 47′ S, 125° 11′ O | 689 m | Made Bau          |
| Foho Kaikaulau    | Kaikaulau           | 08° 47′ S, 125° 12′ O | 330 m | Made Bau          |
| Foho Nasanaralau  | Nasanaralau         | 08° 47′ S, 125° 11′ O | 684 m | Made Bau          |
| Foho Hatubesilaun | Hatubesilaun        | 08° 48′ S, 125° 11′ O | 679 m | Saburapo          |

## Einwohner

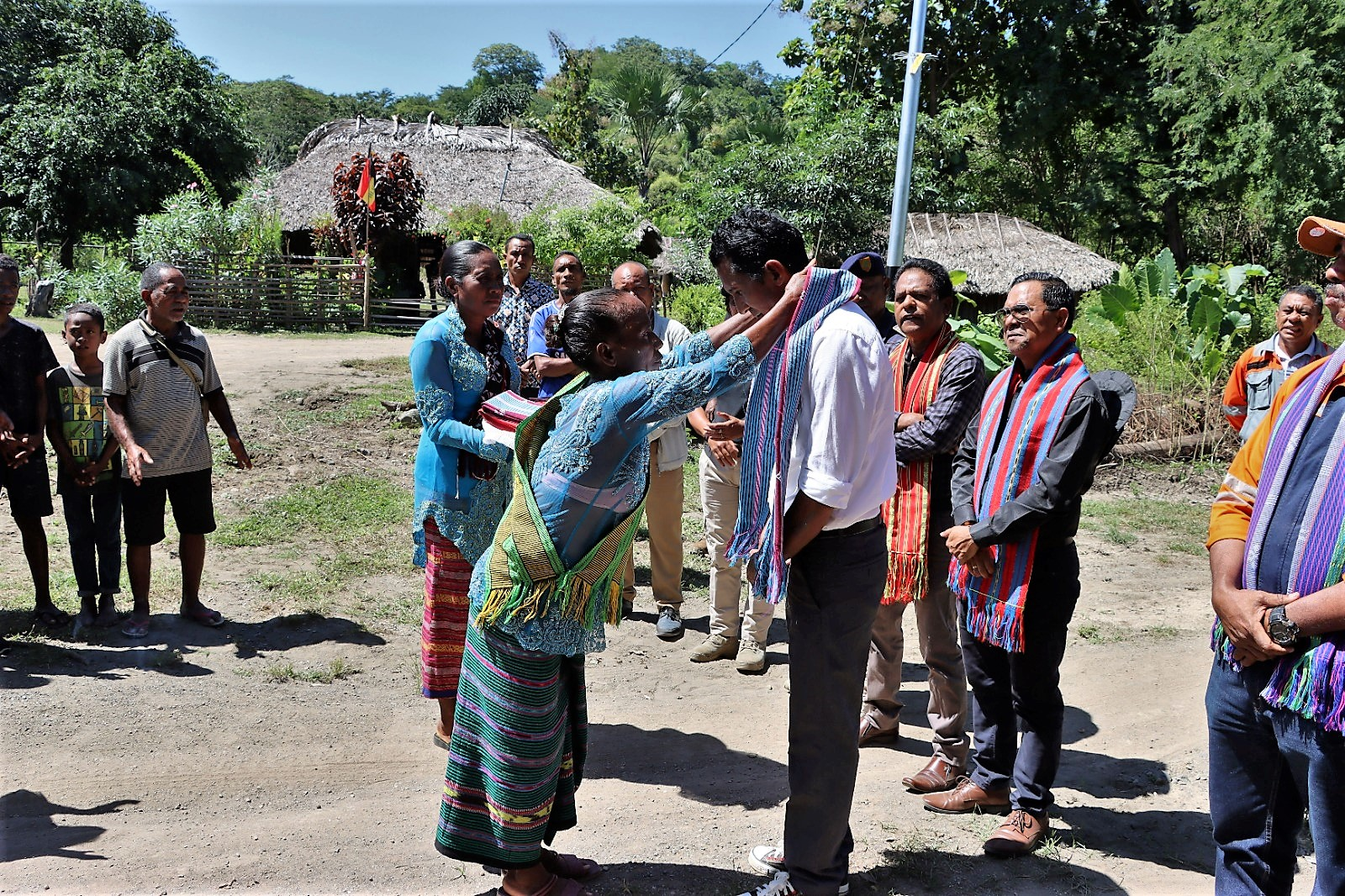
Feierliche Begrüßung in Lóis-Nunudoi (2023)

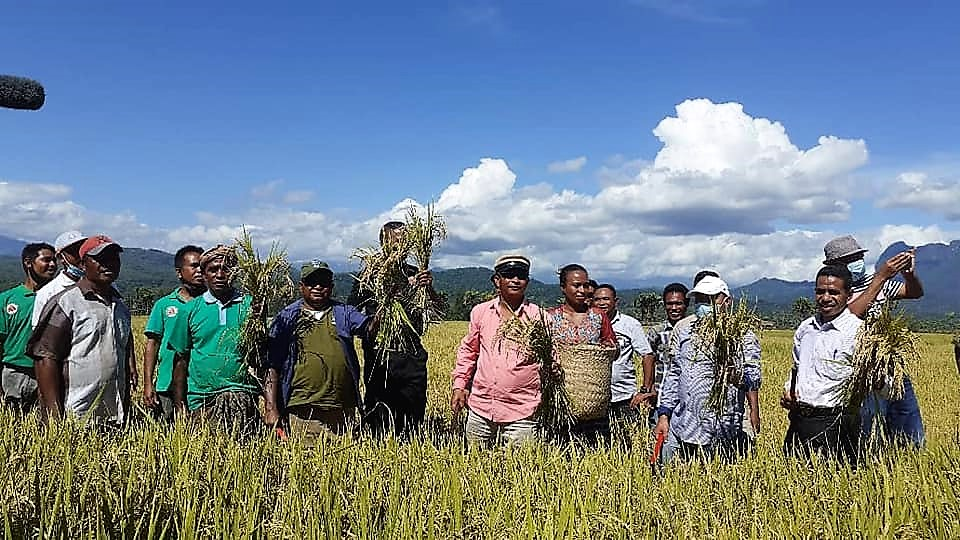
Erste Reisernte in der Aldeia Helesu (2021)

Der Suco hat 2.033 Einwohner (2022), davon sind 1.065 Männer und 968 Frauen. Im Suco gibt es 354 Haushalte. Über 85 % der Einwohner geben Kemak als ihre Muttersprache an. 5 % sprechen Tetum Prasa, kleine Minderheiten Mambai und Bunak.

## Geschichte
Am 4. Januar 1998 führte João da Costa Tavares eine Gruppe aus Halilintar-Milizionären und verschiedenen Teilen des indonesischen Militärs. In Koilima folterten sie und erschossen anschließend vier Osttimoresen, die man verdächtigte, Unabhängigkeitsaktivisten zu sein.

## Politik

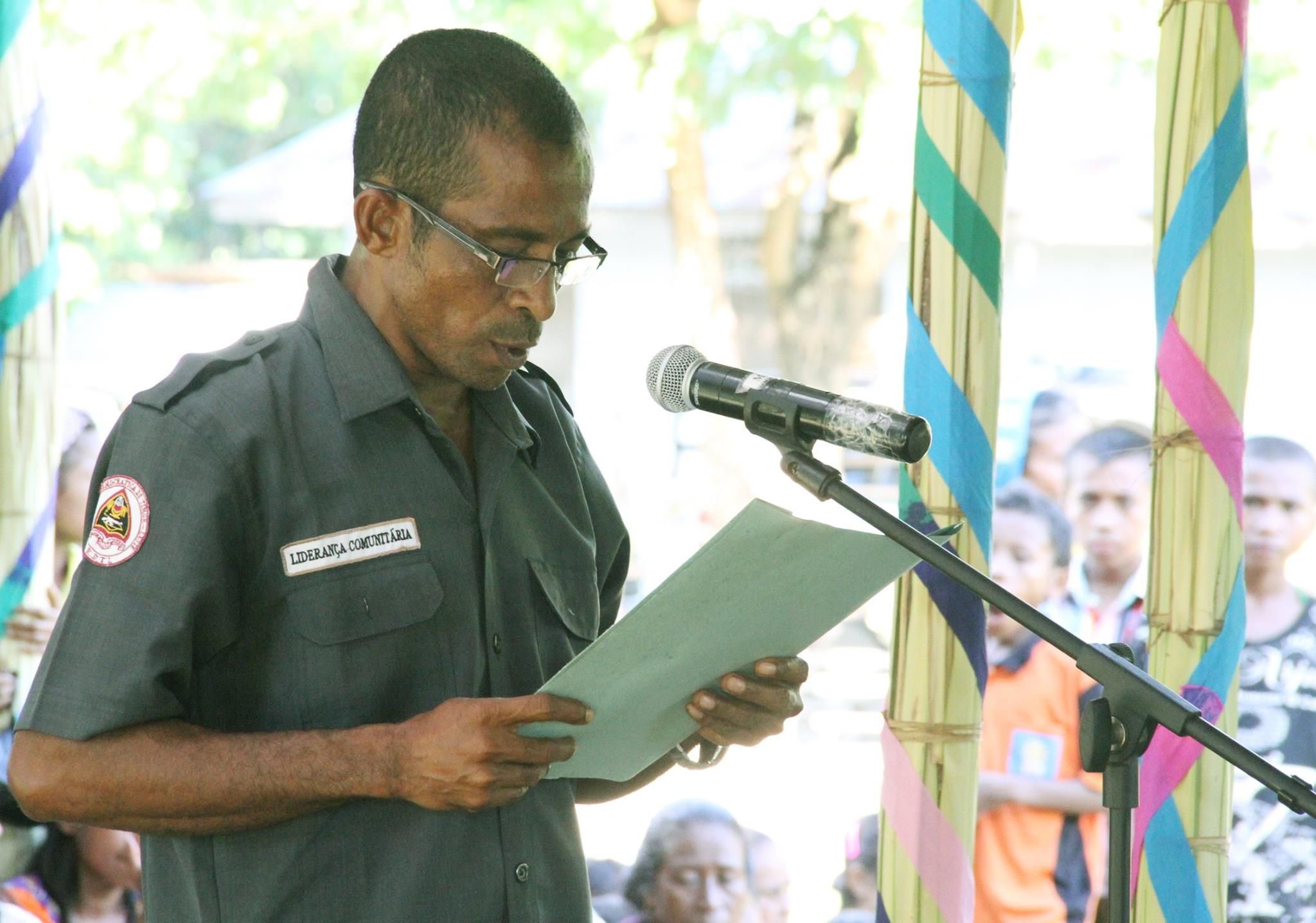
Ernesto Gaspar (2016)

Bei den Wahlen von 2004/2005 wurde Fortunato Reis Cardoso zum Chefe de Suco gewählt. Bei den Wahlen 2009 gewann Ernesto Gaspar, 2016 Paulino Mali Bere. und 2023 Juvinal Reis Cardoso.

## Persönlichkeiten
- Silvino Adolfo Morais (1956–2022), Politiker
- Fabião de Oliveira (* 1966), Politiker
- Pedro dos Reis (* 1972), Politiker